# Cricotopus caducus
Cricotopus caducus är en tvåvingeart som beskrevs av Hirvenoja 1973. Cricotopus caducus ingår i släktet Cricotopus och familjen fjädermyggor. Arten har ej påträffats i Sverige. Inga underarter finns listade i Catalogue of Life.